# Öndör-Ulaan
Le sum d'Öndör-Ulaan (mongol : ᠥᠨᠳᠦᠷ
ᠤᠯᠠᠭᠠᠨ
ᠰᠤᠮᠤ, cyrillique : Өндөр-Улаан сум, MNS : Öndör-Ulaan sum) est situé dans l'aïmag (ligue ou province) d'Arkhangai, au Centre ouest de la Mongolie.